# Veszprém Wildfires 2010
Questa voce raccoglie le informazioni riguardanti i Veszprém Wildfires nelle competizioni ufficiali della stagione 2010.

## Divízió I 2010

### Stagione regolare
| 22 maggio 2010 7ª giornata | Dunaújváros Gorillaz | 34 – 7 | Veszprém Wildfires |  |

| 12 giugno 2010 10ª giornata | Budapest Cowboys | 54 – 2 | Veszprém Wildfires |  |

| 10 luglio 2010 14ª giornata | Veszprém Wildfires | 13 – 23 | Budapest Titans |  |

| 17 luglio 2010 15ª giornata | Veszprém Wildfires | 28 – 6 | Jászberény Wolverines |  |

| 29 agosto 2010 16ª giornata | Újpest Bulldogs | 12 – 37 | Veszprém Wildfires |  |

| 9 ottobre 2010 20ª giornata | Veszprém Wildfires | 23 – 20 | Eger Heroes |  |

## Statistiche di squadra
| Competizione      | %Vittorie | In casa | In casa | In casa | In casa | In casa | In casa | In trasferta | In trasferta | In trasferta | In trasferta | In trasferta | In trasferta | Totale | Totale | Totale | Totale | Totale | Totale |
| Competizione      | %Vittorie | G       | V       | N       | P       | Pf      | Ps      | G            | V            | N            | P            | Pf           | Ps           | G      | V      | N      | P      | Pf     | Ps     |
| ----------------- | --------- | ------- | ------- | ------- | ------- | ------- | ------- | ------------ | ------------ | ------------ | ------------ | ------------ | ------------ | ------ | ------ | ------ | ------ | ------ | ------ |
| Stagione regolare | .500      | 3       | 2       | 0       | 1       | 64      | 49      | 3            | 1            | 0            | 2            | 46           | 100          | 6      | 3      | 0      | 3      | 110    | 149    |
| Totale            | .500      | 3       | 2       | 0       | 1       | 64      | 49      | 3            | 1            | 0            | 2            | 46           | 100          | 6      | 3      | 0      | 3      | 110    | 149    |